# Хамптон (Южная Каролина)
Хамптон (англ. Hampton) — крупнейший город и административный центр (столица) одноимённого округа в штате Южная Каролина в Соединённых Штатах Америки.
Согласно результатам переписи населения США, проведённой в 2020 году, число жителей города составляло 2694 человека, что, для такого небольшого населённого пункта, существенно меньше (− 4,1%), чем было во время предыдущей переписи прошедшей в 2010 году (2808 человек).

## История
Округ Хэмптон был образован Генеральной Ассамблеей Южной Каролины в 1878 году из северо-западных частей округа Бофорт. В знак признательности за помощь в завершении эпохи Реконструкции Юга и умелое руководство Демократической партией округ был назван в честь действующего губернатора Уэйда Хэмптона III. В следующем году после создания округа город Хэмптон-Кортхаус (англ. Hampton Courthouse) был включен в состав округа в качестве административного центра. Почтовая служба США позже сократила название до одного слова — Хамптон.

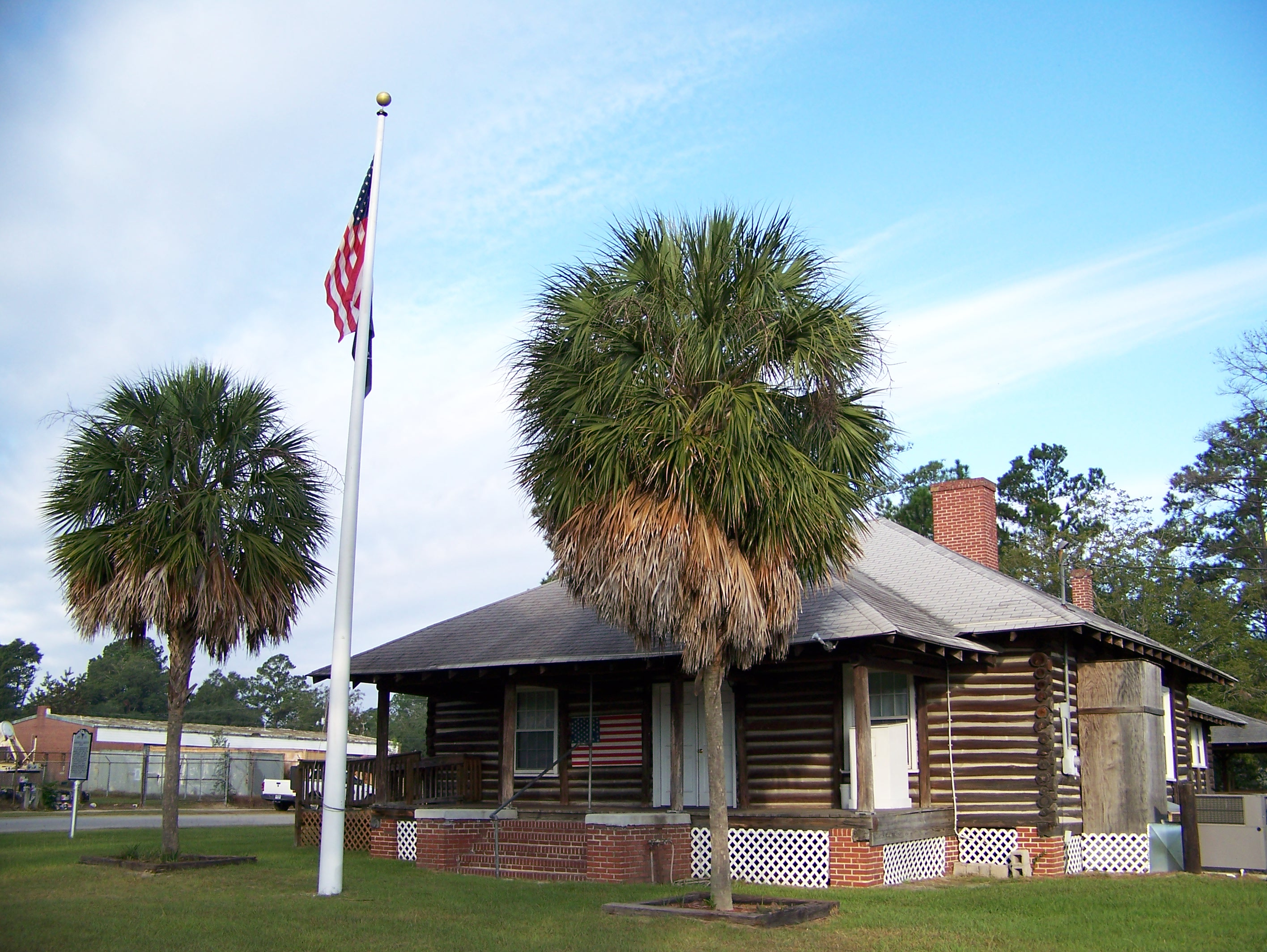
Хижина Американского Легиона (НРИМ)

Местоположение было выбрано на основе расположения железной дороги Порт-Ройял между Огастой, штат Джорджия, и Порт-Ройалем, в надежде стимулировать экономическое развитие региона. Город был спланирован в виде упорядоченной сетки, с улицами, идущими с северо-востока на юго-запад, названными в честь деревьев, а улицы, идущие с северо-запада на юго-восток, пронумерованы. Центральная трёхквартальная главная улица, которая проходила между зданием окружного суда и железнодорожным депо, была названа Ли-Авеню (англ. Lee Avenue).
Хамптон жил в основном благодаря связям с местными сельскохозяйственными угодьями и стал важным депо вдоль железной дороги. Тем не менее, город оставался небольшим и лишь во время Второй мировой войны произошёл заметный всплеск активности, когда недалеко от города был открыт лагерь для военнопленных. 

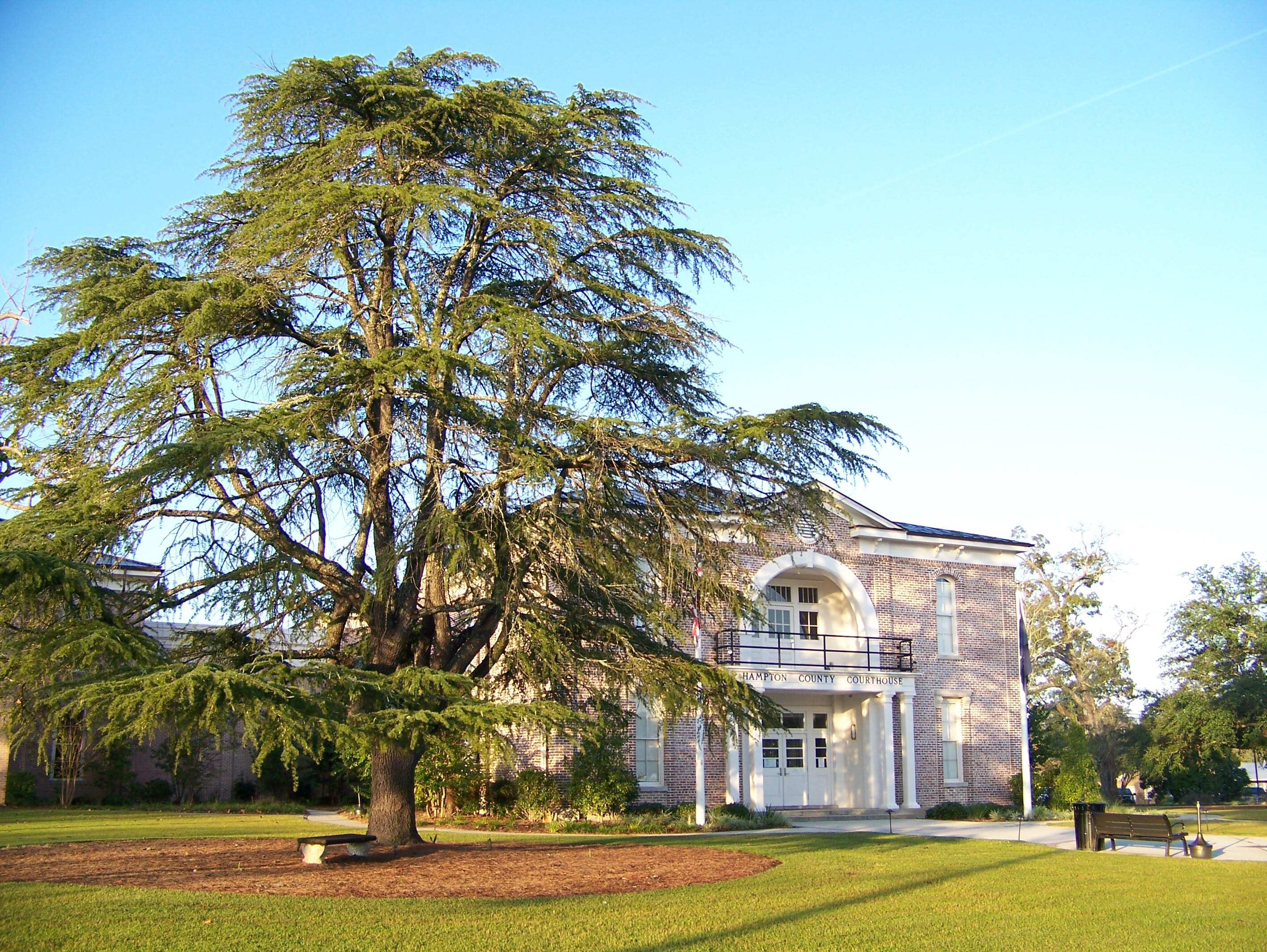
Здание окружного суда

Экономическое развитие продолжилось с приходом компания Plywoods-Plastic открывшей к северо-западу от города крупный завод по производству целлюлозы. Со временем компания была приобретена Westinghouse и International Paper. Последняя продала участок компании Nevamar, и этот завод оставался одним из крупнейших работодателей округа до своего закрытия в конце 2014 года.
Исторический центр города и множество отдельных архитектурных объектов города были занесены в Национальный реестр исторических мест США, что привлекает множество туристов и существенно способствует наполнению городского бюджета.

## География
Город Хамптон расположен недалеко от географического центра одноимённого округа на высоте около 33 метров над уровнем моря. На юго-востоке он граничит с городом Варнвилл. 
В соответствии с данными указанными на сайте центрального статистического органа страны — Бюро переписи населения США, Хамптон имеет общую площадь 4,5 квадратных мили (11,7 км²), из которых 0,02 квадратных мили (0,04 км²) или 0,31%) приходится на водную поверхность.